# Dumnezeu la saxofon, dracul la vioară
Dumnezeu la saxofon, dracul la vioară este un film românesc din 2004 regizat de Alexandra Gulea. Rolurile principale au fost interpretate de actorii Adrian, Bicu.

## Distribuție
Distribuția filmului este alcătuită din:
- Filip
- Moloveanu
- Nicușor
- Adrian
- Bicu